# Tarnawatka (gemeente)
De gemeente Tarnawatka is een landgemeente in het Poolse woiwodschap Lublin, in powiat Tomaszowski (Lublin).
De zetel van de gemeente is in Tarnawatka.
Op 30 juni 2004 telde de gemeente 4135 inwoners.

## Oppervlakte gegevens
In 2002 bedroeg de totale oppervlakte van gemeente Tarnawatka 82,66 km², waarvan:
- agrarisch gebied: 63%
- bossen: 26%

De gemeente beslaat 5,56% van de totale oppervlakte van de powiat.

## Demografie
Stand op 30 juni 2004:
| Omschrijving                   | Totaal | Totaal | Vrouwen | Vrouwen | Mannen | Mannen |
| ------------------------------ | ------ | ------ | ------- | ------- | ------ | ------ |
| eenheid                        | aantal | %      | aantal  | %       | aantal | %      |
| inwoners                       | 4135   | 100    | 2068    | 50      | 2067   | 50     |
| bevolkingsdichtheid (inw./km²) | 50     | 50     | 25      | 25      | 25     | 25     |

In 2002 bedroeg het gemiddelde inkomen per inwoner 1276,67 zł.

## Plaatsen
Dąbrowa Tarnawacka, Gajówka, Górka, Gromada, Hatczyska, Huta Tarnawacka, Kaliszaki, Klocówka, Kocia Wólka, Kolonia Huta Tarnawacka, Kolonia Klocówka, Kolonia Tymin, Kunówka, Łanowe Sołtysy, Niemirówek, Niemirówek-Kolonia, Pańków, Pauczne, Petrynówka, Podhucie, Pucharki, Skrzypny Ostrów, Sumin, Suminek, Tarnawatka, Tarnawatka-Tartak, Tymin, Wieprzów Ordynacki, Wieprzów Tarnawacki, Wydmuchówka, Zaolzie.

## Aangrenzende gemeenten
Krasnobród, Krynice, Rachanie, Tomaszów Lubelski